# Rue du Bac (Métro Paris)

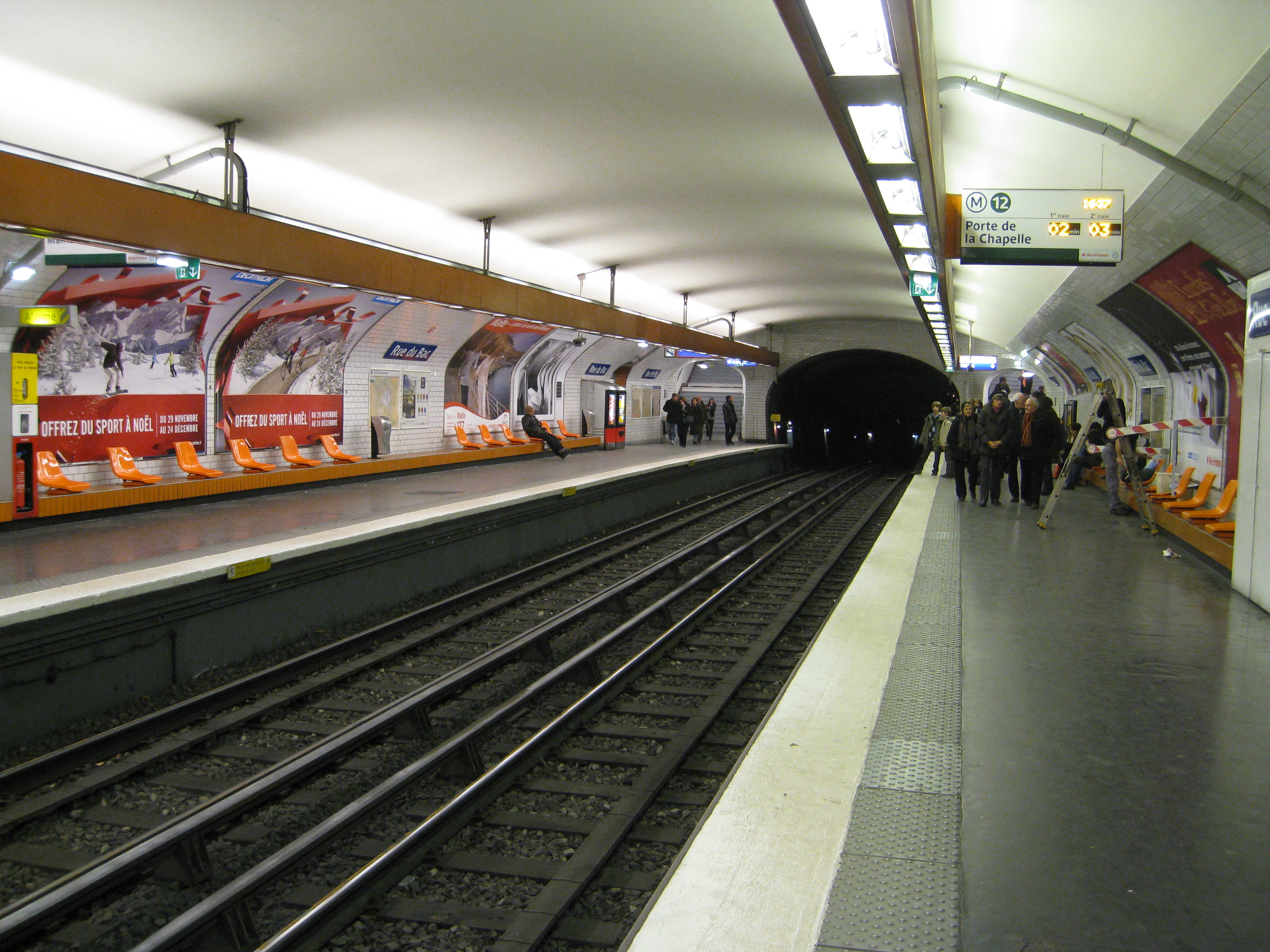
Das typische Nord-Sud-Dekor der Station existiert nicht mehr

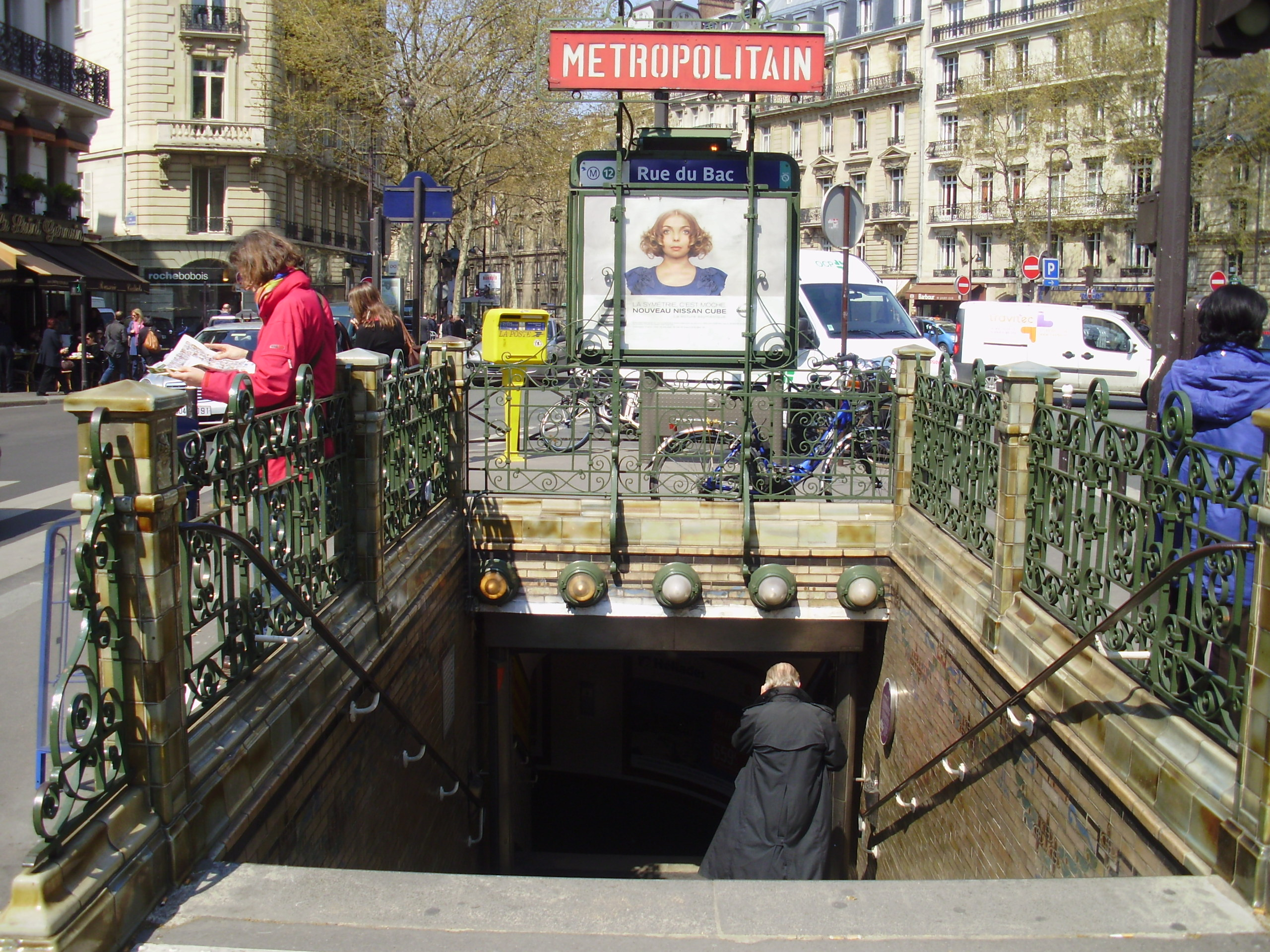
Zugang im Mittelstreifen des Boulevard Raspail, im Hintergrund der Boulevard Saint-Germain

Der U-Bahnhof Rue du Bac [ʁy dy bak] ist eine unterirdische Station der Linie 12 der Pariser Métro. Er gehört zu vier von den mehr als 300 U-Bahnhöfen der Métro, die das Wort „Rue“ (Straße) im Namen führen.

## Lage
Die Station befindet sich im Quartier Saint-Thomas-d’Aquin des 7. Arrondissements von Paris. Sie liegt längs unter dem Boulevard Raspail an dessen Mündung in den Boulevard Saint-Germain.

## Name
Namengebend ist die Rue du Bac, die an der Stelle die o. g. Boulevards kreuzt. Im Jahr 1564 wurde eine Flussfähre (fr: bac) eingerichtet, die in den Steinbrüchen von Vaugirard gewonnenes Material für den Bau des Palais des Tuileries über die Seine beförderte. Aus dem von Süden dorthin führenden Grand chemin du bac wurde später die Ruelle du Bac, dann die Grande rue du Bac und schließlich die Rue du Bac.

## Geschichte
Die Station wurde am 5. November 1910 eröffnet, als die Société du chemin de fer électrique souterrain Nord-Sud de Paris (Nord-Sud) den ersten Abschnitt ihrer Linie A von Porte de Versailles bis Notre-Dame-de-Lorette in Betrieb nahm. Am 27. März 1931 wurde die Linie A in Linie 12 umbenannt, nachdem die Nord-Sud im Vorjahr in der bislang konkurrierenden Compagnie du chemin de fer métropolitain de Paris (CMP) aufgegangen war.

## Beschreibung
Unter einem elliptischen, weiß gefliesten Gewölbe liegen zwei Seitenbahnsteige an zwei Streckengleisen. Anders als bei den von der CMP errichteten Stationen folgen die Seitenwände nicht der Krümmung der Ellipse, sondern verlaufen im unteren Bereich senkrecht. Typisch für die U-Bahnhöfe der Nord-Sud wurde die Station etwas prunkvoller als die Stationen der CMP erbaut, sie präsentiert sich nach der Renovierung im Jahr 1984 aber deutlich schlichter. Wegen der ursprünglich auf den Strecken der Nord-Sud vorhandenen Oberleitung ist sie geringfügig höher als die unter ähnlichen Gewölben liegenden CMP-Stationen. Sie weist die ursprüngliche Pariser Standardlänge von 75 m, ausreichend für Fünf-Wagen-Züge, auf.
Die beiden Zugänge – davon einer mit Rolltreppe – liegen hintereinander im Mittelstreifen des Boulevard Raspail. Der dort ursprünglich angebrachte Schriftzug NORD-SUD wurde nach 1930 durch METROPOLITAIN ersetzt.

## Fahrzeuge
Auf der Linie 12 verkehrten zunächst Züge der Nord-Sud-Bauart Sprague-Thomson, die sich in mehreren Punkten von den Sprague-Thomson-Fahrzeugen der CMP unterschieden. Auffallendes Merkmal war die Stromversorgung des führenden Triebwagens mittels eines Pantographen. Nach der Übernahme der Nord-Sud durch die CMP wurde diese Betriebsform in den 1930er Jahren aufgegeben. In den 1970er Jahren schieden die Nord-Sud-Züge zugunsten der Sprague-Thomson-Regelbauart aus, 1977 kamen dann moderne Züge der Baureihe MF 67 auf die Strecke.

## Umgebung
- Hôtel Matignon, Amtssitz und Residenz der französischen Premierminister